# 410
410（四百十、よんひゃくじゅう）は自然数、また整数において、409の次で411の前の数である。

## 性質
- 410は合成数であり、約数は 1, 2, 5, 10, 41, 82, 205, 410 である。
  - 約数の和は756。
- 46番目の楔数である。1つ前は406、次は418。
  - 楔数がハーシャッド数になる17番目の数である。1つ前は402、次は465。
- 111番目のハーシャッド数である。1つ前は408、次は414。
  - 5を基とする6番目のハーシャッド数である。1つ前は320、次は500。
- 約数の和が410になる数は1個ある。(409) 約数の和1個で表せる84番目の数である。1つ前は402、次は414。
- 各位の和が5になる20番目の数である。1つ前は401、次は500。
- 410 = 72 + 192 = 112 + 172
  - 異なる2つの平方数の和で表せる125番目の数である。1つ前は409、次は416。(オンライン整数列大辞典の数列 A004431)
  - 2つの平方数の和2通りで表せる22番目の数である。1つ前は377、次は442。
- 410 = 12 + 32 + 202 = 42 + 132 + 152 = 82 + 112 + 152
  - 3つの平方数の和3通りで表せる57番目の数である。1つ前は404、次は418。(オンライン整数列大辞典の数列 A025323)
  - 異なる3つの平方数の和3通りで表せる38番目の数である。1つ前は409、次は430。(オンライン整数列大辞典の数列 A025341)
- n = 410 のとき n と n + 1 を並べた数を作ると素数になる。n と n + 1 を並べた数が素数になる48番目の数である。1つ前は402、次は416。(オンライン整数列大辞典の数列 A030457)

## その他 410 に関連すること
- 西暦410年
- 紀元前410年
- Me 410 - 第二次世界大戦中にドイツ空軍が使用した航空機。
- L-410 (航空機) - チェコスロバキア時代にLETクノヴィツェ社が開発したターボプロップ双発旅客機。
- バベルの図書館の本は1冊410ページで構成される。